# Генетичка рекомбинација
Рекомбинације су поновне комбинације генетичког материјала путем кросинг-овера и дешавају се у пахитену профазе мејозе I. Представљају један од извора генетичке варијабилности организама.